# Austrolimnophila (Limnophilaspis) ecalcarata
Austrolimnophila (Limnophilaspis) ecalcarata is een tweevleugelige uit de familie steltmuggen (Limoniidae). De soort komt voor in het Oriëntaals gebied.